# Fixin
Fixin és un municipi francès, situat al departament de la Costa d'Or i a la regió de Borgonya - Franc Comtat. L'any 2007 tenia 758 habitants.

## Demografia

### Població
El 2007 la població de fet de Fixin era de 758 persones. Hi havia 316 famílies, de les quals 76 eren unipersonals (40 homes vivint sols i 36 dones vivint soles), 136 parelles sense fills, 92 parelles amb fills i 12 famílies monoparentals amb fills.
La població ha evolucionat segons el següent gràfic:
Habitants censats

### Habitatges
El 2007 hi havia 354 habitatges, 326 eren l'habitatge principal de la família, 11 eren segones residències i 17 estaven desocupats. 331 eren cases i 21 eren apartaments. Dels 326 habitatges principals, 266 estaven ocupats pels seus propietaris, 53 estaven llogats i ocupats pels llogaters i 7 estaven cedits a títol gratuït; 8 tenien una cambra, 11 en tenien dues, 21 en tenien tres, 73 en tenien quatre i 213 en tenien cinc o més. 247 habitatges disposaven pel capbaix d'una plaça de pàrquing. A 117 habitatges hi havia un automòbil i a 184 n'hi havia dos o més.

### Piràmide de població
La piràmide de població per edats i sexe el 2009 era:
| Homes | Edats   | Dones |
| ----- | ------- | ----- |
| 0     | 95 o +  | 0     |
| 0     | 90 a 94 | 0     |
| 0     | 85 a 89 | 4     |
| 12    | 80 a 84 | 8     |
| 8     | 75 a 79 | 16    |
| 16    | 70 a 74 | 28    |
| 40    | 65 a 69 | 24    |
| 16    | 60 a 64 | 32    |
| 36    | 55 a 59 | 52    |
| 44    | 50 a 54 | 28    |
| 32    | 45 a 49 | 28    |
| 12    | 40 a 44 | 36    |
| 24    | 35 a 39 | 28    |
| 16    | 30 a 34 | 16    |
| 4     | 25 a 29 | 20    |
| 16    | 20 a 24 | 24    |
| 24    | 15 a 19 | 24    |
| 16    | 10 a 14 | 12    |
| 32    | 5 a 9   | 28    |
| 20    | 0 a 4   | 16    |

## Economia
El 2007 la població en edat de treballar era de 471 persones, 325 eren actives i 146 eren inactives. De les 325 persones actives 310 estaven ocupades (165 homes i 145 dones) i 15 estaven aturades (9 homes i 6 dones). De les 146 persones inactives 68 estaven jubilades, 55 estaven estudiant i 23 estaven classificades com a «altres inactius».

### Ingressos
El 2009 a Fixin hi havia 322 unitats fiscals que integraven 777,5 persones, la mediana anual d'ingressos fiscals per persona era de 24.733 €.

### Activitats econòmiques
Dels 52 establiments que hi havia el 2007, 2 eren d'empreses de fabricació de material elèctric, 1 d'una empresa de fabricació d'elements pel transport, 2 d'empreses de fabricació d'altres productes industrials, 13 d'empreses de construcció, 18 d'empreses de comerç i reparació d'automòbils, 5 d'empreses de transport, 5 d'empreses d'hostatgeria i restauració, 1 d'una empresa d'informació i comunicació, 1 d'una empresa immobiliària, 2 d'empreses de serveis i 2 d'empreses classificades com a «altres activitats de serveis».
Dels 18 establiments de servei als particulars que hi havia el 2009, 1 era una oficina de correu, 2 tallers de reparació d'automòbils i de material agrícola, 1 taller d'inspecció tècnica de vehicles, 2 paletes, 1 guixaire pintor, 3 fusteries, 2 lampisteries, 1 electricista, 1 perruqueria i 4 restaurants.
Dels 3 establiments comercials que hi havia el 2009, 1 era un supermercat, 1 una botiga de roba i 1 una botiga de mobles.
L'any 2000 a Fixin hi havia 19 explotacions agrícoles que ocupaven un total de 280 hectàrees.

## Equipaments sanitaris i escolars
El 2009 hi havia una escola elemental integrada dins d'un grup escolar amb les comunes properes formant una escola dispersa.

## Poblacions més properes
El següent diagrama mostra les poblacions més properes.